# Heros (rodzaj)
Heros – rodzaj słodkowodnych ryb okoniokształtnych z rodziny pielęgnicowatych (Cichlidae).

## Zasięg występowania
Występują w Ameryce Południowej.

## Klasyfikacja
Gatunki zaliczane do tego rodzaju:
- Heros efasciatus Heckel, 1840 – pielęgnica sewerum[potrzebny przypis]
- Heros liberifer Staeck & Schindler, 2015
- Heros notatus (Jardine, 1843)
- Heros severus Heckel, 1840 – pielęgnica plamooka[3], pielęgnica oczkowana[4], pielęgnica zielona[potrzebny przypis]
- Heros spurius Heckel, 1840

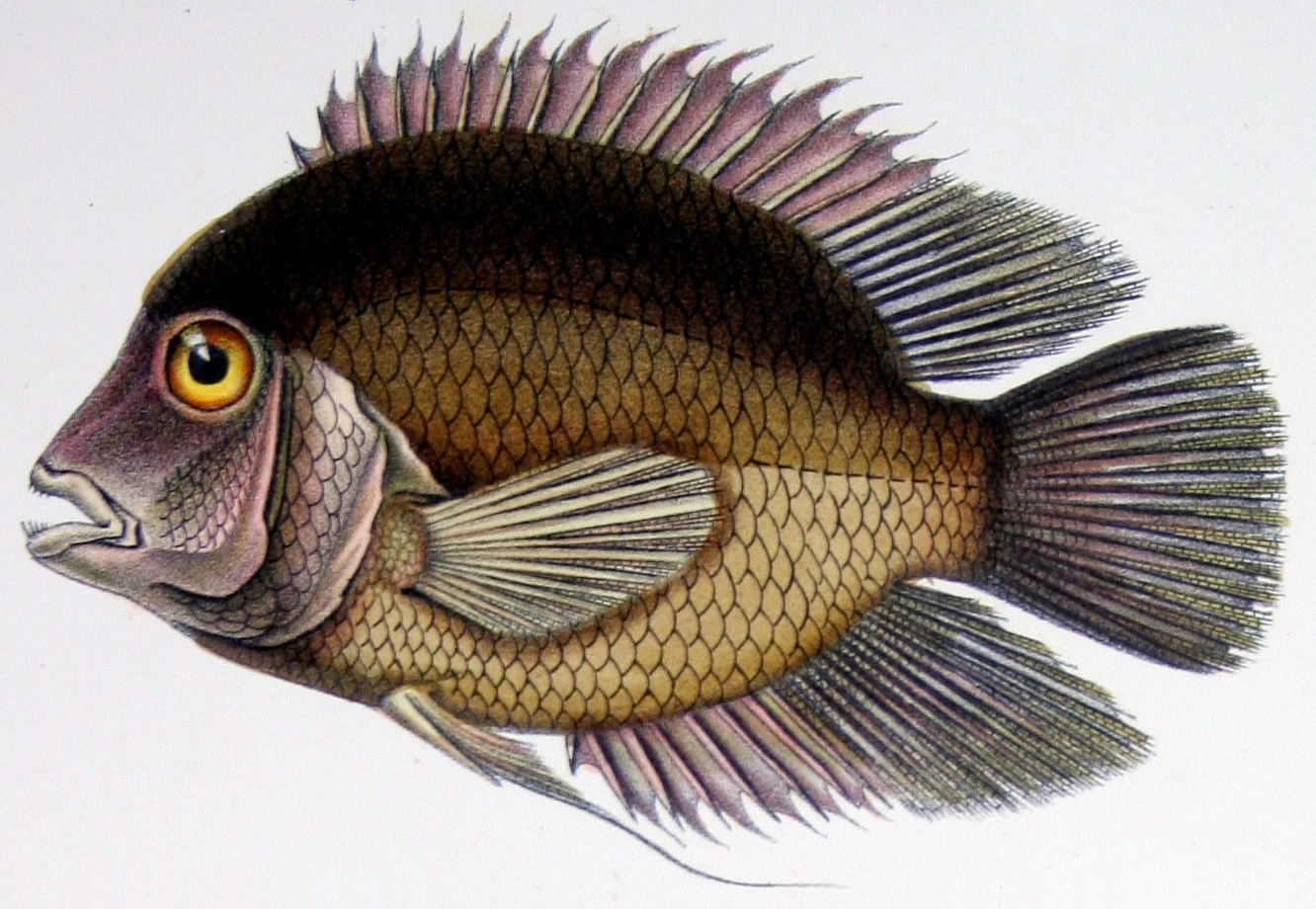
Heros efasciatus